# C. B. Macpherson
Crawford Brough Macpherson (18 de noviembre de 1911-22 de julio de 1987) fue un profesor canadiense de Ciencias Políticas de la Universidad de Toronto. Considerado junto con Harold Innis, Marshall McLuhan y Northrop Frye uno de los más influyentes en la historia de esta universidad.
La Asociación de Ciencias Políticas Canadiense emite cada año un premio en su honor al mejor libro sobre política escrito por un canadiense.
El trabajo de Macpherson puede ser estudiado para discutir si la tradición socialista y marxista puede aplicarse en la sociedad actual en contra de los postulados de Francis Fukuyama, acerca del «fin de la historia».

## Pensamiento
El pensamiento de Macpherson tiene algo en común con Herbert Marcuse y Hannah Arendt, y especialmente con el primero, pues ambos pueden ser definidos como neomarxistas, si bien el de Macpherson es, antes bien, un marxismo humanista. Respecto a sus logros, Macpherson propone una extensa y detallada elaboración de la teoría marxista de la ideología, aplicándola a los pensadores políticos más significativos de la era capitalista, tratando de ampliar este análisis histórico y extrapolarlo a la construcción de su crítica moral de la sociedad capitalista y a su propia visión de una sociedad mejor.
La tesis de Macpherson es que la democracia liberal, de la cual se siente tan orgulloso Occidente, no es sino un profundo error a causa de sus raíces históricas y sociales ligadas al individualismo posesivo. En su obra Teoría política del individualismo posesivo (1962), traza el surgimiento y desarrollo de las líneas de este individualismo posesivo en el marco de la filosofía política del siglo XVII (Thomas Hobbes y John Locke). En concreto, este individualismo posesivo es una concepción del hombre a la que corresponde una cierta clase de sociedad, denominada por Macpherson «sociedad posesiva de mercado».
De igual manera, Macpherson argumenta que el individualismo posesivo se encarga de establecer una concepción atomizada de los individuos para pasar paradójicamente a exigir un «leviatán» que asegurara los intereses de una clase privilegiada. En este sentido, Macpherson expresó: «No se trata de que cuanto más individualismo, menos colectivismo; más bien, cuanto más exhaustivo sea el individualismo, más completo será el colectivismo».
Fue en el siglo XVIII cuando esta filosofía, que Macpherson denomina individualismo posesivo, se consolidó, sobre todo gracias al trabajo de dos grandes pensadores liberales de la Ilustración escocesa, David Hume y Adam Smith. Con estos dos autores, este individualismo posesivo se convierte en utilitarista, lo cual habrá de permanecer así hasta el siglo XIX. 
En este siglo, el liberalismo del que formó parte el individualismo posesivo empezó a transmutarse en democracia liberal. La discusión de Macpherson respecto a este desarrollo se encuentra principalmente en su obra Vida y épocas de la democracia liberal (1977), también puede encontrarse en ciertos ensayos clave de su Teoría democrática (1973). Él percibe que en la historia del pensamiento se han desarrollado dos planteamientos alternativos de la «esencia humana»: el del hombre como un ser «esencialmente consumidor de servicios», y el del hombre esencialmente «como hacedor y creador». En este sentido, la teoría que justifica la teoría de la democracia liberal pretende hacer justicia a ambas concepciones, creando un «frágil compromiso».
Macpherson, al igual que Marcuse y Arendt, critica el ethos «consumista» del capitalismo contemporáneo avanzado. Ahora bien, lo que añade a estas críticas es su objeción de que el capitalismo moderno (la democracia liberal) fracasa a la hora de maximizar las utilidades (poderes) individuales. Para él, el mercado no supone un intercambio de poderes justo, dado que la propiedad de «los medios de trabajo» es monopolizada por una minoría. El problema de la democracia liberal moderna es que descansa en una sociedad de mercado posesiva y en esa medida nunca ha podido escapar del ethos individualista posesivo (esto se ve en los teóricos de la democracia moderna como Jeremy Bentham, James Mill y John Stuart Mill).
Asimismo, Macpherson sostenía que el sistema capitalista impedía que los seres humanos alcanzaran sus «poderes productivos» y sus «capacidades» a plenitud.
Macpherson propone como alternativa a la propiedad privada, la propiedad común, y apela al «modelo socialista» como un modelo en el que «ninguna red de transferencia de poderes» resulta necesaria. Sin embargo, la visión socialista de Macpherson apoyaba algo que él denominó como «individualismo normativo» bajo el cual se establece una cooperación donde sus miembros se facultan mutuamente entre sí para expresar su individualidad.

## Libros
Entre sus obras se encuentran:
- Teoría política del individualismo posesivo. De Hobbes a Locke (1962)
- La democracia liberal y su época (1977)
- Dilemas del Liberalismo y el socialismo (1985)
- Ascenso y caída de la justicia económica (Editorial Manantial) (1991)